# Triješnica
Triješnica je naselje v občini Bijeljina, Bosna in Hercegovina. 

## Deli naselja
Triješnica.

## Prebivalstvo
| Pregled števila prebivalcev po letih | Pregled števila prebivalcev po letih | Pregled števila prebivalcev po letih | Pregled števila prebivalcev po letih | Pregled števila prebivalcev po letih | Pregled števila prebivalcev po letih |
| ------------------------------------ | ------------------------------------ | ------------------------------------ | ------------------------------------ | ------------------------------------ | ------------------------------------ |
| 1948                                 | 1953                                 | 1961                                 | 1971                                 | 1981                                 | 1991                                 |
| -                                    | -                                    | -                                    | 317                                  | 291                                  | 290                                  |

| Narodna sestava prebivalstva po letih                                                                                    | Narodna sestava prebivalstva po letih                                                                                      | Narodna sestava prebivalstva po letih                                                                                      |
| --- | --- | --- |
| 1971 | 1981 | 1991 |
| . skupaj: 317 Srbi 317 (100 %) Hrvati 0 (0,00 %) Muslimani 0 (0,00 %) Jugoslovani 0 (0,00 %) drugi in neznano 0 (0,00 %) | . skupaj: 291 Srbi 287 (98,62 %) Hrvati 0 (0,00 %) Muslimani 0 (0,00 %) Jugoslovani 3 (1,03 %) drugi in neznano 1 (0,34 %) | . skupaj: 290 Srbi 287 (98,96 %) Hrvati 2 (0,68 %) Muslimani 0 (0,00 %) Jugoslovani 0 (0,00 %) drugi in neznano 1 (0,34 %) |